# Deutschland Tour 2022
Deutschland Tour 2022 – 36. edycja wyścigu kolarskiego Deutschland Tour, która odbyła się w dniach od 24 do 28 sierpnia 2022 na liczącej ponad 710 kilometrów trasie składającej się z prologu oraz 4 etapów i biegnącej z Weimaru do Stuttgartu. Impreza kategorii 2.Pro była częścią UCI ProSeries 2022.

## Etapy
| Etap   | Data   | Start – Meta                        | type        | Dystans (km) | Zwycięzca etapu    | Lider           |
| ------ | ------ | ----------------------------------- | ----------- | ------------ | ------------------ | --------------- |
| Prolog | 24 sie | Weimar – Weimar                     | prolog      | 2,7          | Filippo Ganna      | Filippo Ganna   |
| 1      | 25 sie | Weimar – Meiningen                  | pagórkowaty | 171,7        | Caleb Ewan         | Filippo Ganna   |
| 2      | 26 sie | Meiningen – Marburg                 | pagórkowaty | 200,7        | Alexander Kristoff | Alberto Bettiol |
| 3      | 27 sie | Fryburg Bryzgowijski – Schauinsland | górzysty    | 148,9        | Adam Yates         | Adam Yates      |
| 4      | 28 sie | Schiltach – Stuttgart               | pagórkowaty | 186,6        | Pello Bilbao       | Adam Yates      |

## Uczestnicy

### Drużyny
| WorldTeams (14)- AG2R Citroën Team - Bahrain Victorious - Bora-Hansgrohe - EF Education-EasyPost - Ineos Grenadiers - Intermarché-Wanty-Gobert Matériaux - Israel-Premier Tech - Jumbo-Visma - Lotto-Soudal - UAE Team Emirates - Trek-Segafredo - Team DSM - Quick-Step Alpha Vinyl - Movistar Team ProTeams (2)- Alpecin-Deceuninck - B&B Hotels-KTM Continental teams (3)- Lotto-Kern Haus - Saris Rouvy Sauerland Team - Dauner-AKKON Reprezentacja- Niemcy |
| |

### Lista startowa
| Bora-Hansgrohe BOH | Bora-Hansgrohe BOH        | Bora-Hansgrohe BOH |
| ------------------ | ------------------------- | ------------------ |
| Nr                 | Kolarz                    | Miejsce            |
| 1                  | Nils Politt (GER)         | 36.                |
| 2                  | Emanuel Buchmann (GER)    | 16.                |
| 3                  | Felix Großschartner (AUT) | 54.                |
| 4                  | Marco Haller (AUT)        | 88.                |
| 5                  | Patrick Konrad (AUT)      | 19.                |
| 6                  | Anton Palzer (GER)        | 73.                |

| Intermarché-Wanty-Gobert Matériaux IWG | Intermarché-Wanty-Gobert Matériaux IWG | Intermarché-Wanty-Gobert Matériaux IWG |
| -------------------------------------- | -------------------------------------- | -------------------------------------- |
| Nr                                     | Kolarz                                 | Miejsce                                |
| 11                                     | Alexander Kristoff (NOR)               | 60.                                    |
| 12                                     | Sven Erik Bystrøm (NOR)                | 25.                                    |
| 13                                     | Théo Delacroix (FRA)                   | 47.                                    |
| 14                                     | Laurens Huys (BEL)                     | 32.                                    |
| 15                                     | Barnabás Peák (HUN)                    | 21.                                    |
| 16                                     | Georg Zimmermann (GER)                 | 4.                                     |

| Quick-Step Alpha Vinyl QST | Quick-Step Alpha Vinyl QST | Quick-Step Alpha Vinyl QST |
| -------------------------- | -------------------------- | -------------------------- |
| Nr                         | Kolarz                     | Miejsce                    |
| 21                         | Fabio Jakobsen (NED)       | DNF-4                      |
| 22                         | James Knox (GBR)           | 6.                         |
| 23                         | Yves Lampaert (BEL)        | 92.                        |
| 24                         | Florian Sénéchal (FRA)     | 76.                        |
| 25                         | Stan Van Tricht (BEL)      | 53.                        |
| 26                         | Mauri Vansevenant (BEL)    | 5.                         |

| Ineos Grenadiers IGD | Ineos Grenadiers IGD  | Ineos Grenadiers IGD |
| -------------------- | --------------------- | -------------------- |
| Nr                   | Kolarz                | Miejsce              |
| 31                   | Adam Yates (GBR)      | 1.                   |
| 32                   | Egan Bernal (COL)     | DNF-4                |
| 33                   | Laurens De Plus (BEL) | DNF-4                |
| 34                   | Filippo Ganna (ITA)   | 44.                  |
| 35                   | Kim Heiduk (GER)      | 85.                  |
| 36                   | Ben Tulett (GBR)      | 55.                  |

| Team DSM DSM | Team DSM DSM           | Team DSM DSM |
| ------------ | ---------------------- | ------------ |
| Nr           | Kolarz                 | Miejsce      |
| 41           | Romain Bardet (FRA)    | 33.          |
| 42           | Nico Denz (GER)        | 78.          |
| 43           | Marius Mayrhofer (GER) | DNF-4        |
| 44           | Tim Naberman (NED)     | 99.          |
| 45           | Florian Stork (GER)    | 46.          |
| 46           | Sam Welsford (AUS)     | 97.          |

| Israel-Premier Tech IPT | Israel-Premier Tech IPT | Israel-Premier Tech IPT |
| ----------------------- | ----------------------- | ----------------------- |
| Nr                      | Kolarz                  | Miejsce                 |
| 51                      | James Piccoli (CAN)     | 43.                     |
| 52                      | Sebastian Berwick (AUS) | DNF-1                   |
| 53                      | Edo Goldstein (ISR)     | 57.                     |
| 54                      | Reto Hollenstein (SUI)  | 59.                     |
| 55                      | Gaj Niw (ISR)           | 75.                     |
| 56                      | Oded Kogut (ISR)        | 98.                     |

| Bahrain Victorious TBV | Bahrain Victorious TBV    | Bahrain Victorious TBV |
| ---------------------- | ------------------------- | ---------------------- |
| Nr                     | Kolarz                    | Miejsce                |
| 61                     | Pello Bilbao (ESP)        | 2.                     |
| 62                     | Phil Bauhaus (GER)        | DNS-0                  |
| 63                     | Heinrich Haussler (AUS)   | 66.                    |
| 64                     | Filip Maciejuk (POL)      | 62.                    |
| 65                     | Jonathan Milan (ITA)      | 84.                    |
| 66                     | Hermann Pernsteiner (AUT) | 13.                    |

| Lotto-Soudal LTS | Lotto-Soudal LTS                  | Lotto-Soudal LTS |
| ---------------- | --------------------------------- | ---------------- |
| Nr               | Kolarz                            | Miejsce          |
| 71               | Caleb Ewan (AUS)                  | DNF-4            |
| 72               | Matthew Holmes (GBR)              | 29.              |
| 73               | Reinardt Janse van Rensburg (RSA) | DNF-4            |
| 74               | Roger Kluge (GER)                 | DNF-4            |
| 75               | Sylvain Moniquet (BEL)            | 7.               |
| 76               | Harm Vanhoucke (BEL)              | DNF-4            |

| Alpecin-Deceuninck AFC | Alpecin-Deceuninck AFC    | Alpecin-Deceuninck AFC |
| ---------------------- | ------------------------- | ---------------------- |
| Nr                     | Kolarz                    | Miejsce                |
| 81                     | Maurice Ballerstedt (GER) | 80.                    |
| 82                     | Tobias Bayer (AUT)        | 56.                    |
| 83                     | Alexander Krieger (GER)   | 68.                    |
| 84                     | Jakub Mareczko (ITA)      | OTL-1                  |
| 85                     | Scott Thwaites (GBR)      | 65.                    |
| 86                     | Henri Uhlig (GER)         | 74.                    |

| UAE Team Emirates UAD | UAE Team Emirates UAD  | UAE Team Emirates UAD |
| --------------------- | ---------------------- | --------------------- |
| Nr                    | Kolarz                 | Miejsce               |
| 91                    | Fernando Gaviria (COL) | DNF-2                 |
| 92                    | George Bennett (NZL)   | 15.                   |
| 93                    | Mikkel Bjerg (DEN)     | 17.                   |
| 94                    | Alessandro Covi (ITA)  | 67.                   |
| 95                    | Davide Formolo (ITA)   | 10.                   |
| 96                    | Felix Groß (GER)       | 87.                   |

| Niemcy GER | Niemcy GER          | Niemcy GER |
| ---------- | ------------------- | ---------- |
| Nr         | Kolarz              | Miejsce    |
| 101        | Simon Geschke       | 27.        |
| 102        | Pirmin Benz         | 79.        |
| 103        | Moritz Kretschy     | 91.        |
| 104        | Jannis Peter        | 30.        |
| 105        | Jonas Rapp          | 58.        |
| 106        | Tim Torn Teutenberg | 72.        |

| AG2R Citroën Team ACT | AG2R Citroën Team ACT   | AG2R Citroën Team ACT |
| --------------------- | ----------------------- | --------------------- |
| Nr                    | Kolarz                  | Miejsce               |
| 111                   | Greg Van Avermaet (BEL) | 41.                   |
| 112                   | Clément Berthet (FRA)   | 23.                   |
| 113                   | Geoffrey Bouchard (FRA) | 12.                   |
| 114                   | Lilian Calmejane (FRA)  | 37.                   |
| 115                   | Lawrence Naesen (BEL)   | 71.                   |
| 116                   | Michael Schär (SUI)     | 28.                   |

| Trek-Segafredo TFS | Trek-Segafredo TFS            | Trek-Segafredo TFS |
| ------------------ | ----------------------------- | ------------------ |
| Nr                 | Kolarz                        | Miejsce            |
| 121                | Bauke Mollema (NED)           | 26.                |
| 122                | Tony Gallopin (FRA)           | DNF-4              |
| 123                | Amanuel Ghebreigzabhier (ERI) | 96.                |
| 124                | Asbjørn Hellemose (DEN)       | 45.                |
| 125                | Mattias Skjelmose (DEN)       | DNF-4              |
| 126                | Simon Pellaud (SUI)           | 69.                |

| EF Education-EasyPost EFE | EF Education-EasyPost EFE  | EF Education-EasyPost EFE |
| ------------------------- | -------------------------- | ------------------------- |
| Nr                        | Kolarz                     | Miejsce                   |
| 131                       | Alberto Bettiol (ITA)      | 11.                       |
| 132                       | Ruben Guerreiro (POR)      | 3.                        |
| 133                       | Odd Christian Eiking (NOR) | 39.                       |
| 134                       | Ben Healy (IRL)            | 50.                       |
| 135                       | Sean Quinn (USA)           | DNF-4                     |
| 136                       | Jonas Rutsch (GER)         | 63.                       |

| B&B Hotels-KTM BBK | B&B Hotels-KTM BBK          | B&B Hotels-KTM BBK |
| ------------------ | --------------------------- | ------------------ |
| Nr                 | Kolarz                      | Miejsce            |
| 141                | Sebastian Schönberger (AUT) | 34.                |
| 142                | Alan Boileau (FRA)          | 24.                |
| 143                | Maxime Chevalier (FRA)      | 20.                |
| 144                | Miguel Heidemann (GER)      | 48.                |
| 145                | Quentin Jauregui (FRA)      | DNF-2              |
| 146                | Jérémy Lecroq (FRA)         | 86.                |

| Movistar Team MOV | Movistar Team MOV     | Movistar Team MOV |
| ----------------- | --------------------- | ----------------- |
| Nr                | Kolarz                | Miejsce           |
| 151               | Iván Sosa (COL)       | 9.                |
| 152               | Juri Hollmann (GER)   | DNS-4             |
| 153               | Max Kanter (GER)      | DNS-4             |
| 154               | Antonio Pedrero (ESP) | 8.                |
| 155               | Óscar Rodríguez (ESP) | 35.               |
| 156               | Einer Rubio (COL)     | 18.               |

| Jumbo-Visma TJV | Jumbo-Visma TJV          | Jumbo-Visma TJV |
| --------------- | ------------------------ | --------------- |
| Nr              | Kolarz                   | Miejsce         |
| 161             | Olav Kooij (NED)         | DNS-1           |
| 162             | Lars Boven (NED)         | 42.             |
| 163             | Tobias Foss (NOR)        | 31.             |
| 164             | Gijs Leemreize (NED)     | 14.             |
| 165             | Tosh Van der Sande (BEL) | 51.             |
| 166             | Mick van Dijke (NED)     | 40.             |

| Dauner-AKKON TDA | Dauner-AKKON TDA          | Dauner-AKKON TDA |
| ---------------- | ------------------------- | ---------------- |
| Nr               | Kolarz                    | Miejsce          |
| 171              | Frederik Rasmann (GER)    | 83.              |
| 172              | Roman Duckert (GER)       | 61.              |
| 173              | Paul Gehrke (GER)         | DNF-4            |
| 174              | Jonas Messerschmidt (GER) | 49.              |
| 175              | Byron Munton (RSA)        | DNF-4            |
| 176              | Noé Ury (LUX)             | 90.              |

| Team Lotto-Kern Haus LKH | Team Lotto-Kern Haus LKH | Team Lotto-Kern Haus LKH |
| ------------------------ | ------------------------ | ------------------------ |
| Nr                       | Kolarz                   | Miejsce                  |
| 181                      | Jakob Geßner (GER)       | 81.                      |
| 182                      | Jan Hugger (GER)         | 64.                      |
| 183                      | Joshua Huppertz (GER)    | 94.                      |
| 184                      | Marcel Meisen (GER)      | 95.                      |
| 185                      | Alexander Tarlton (GER)  | 38.                      |
| 186                      | Ole Theiler (GER)        | 93.                      |

| Saris Rouvy Sauerland Team SVL | Saris Rouvy Sauerland Team SVL  | Saris Rouvy Sauerland Team SVL |
| ------------------------------ | ------------------------------- | ------------------------------ |
| Nr                             | Kolarz                          | Miejsce                        |
| 191                            | Johannes Adamietz (GER)         | 22.                            |
| 192                            | Julian Borresch (GER)           | 77.                            |
| 193                            | Jon Knolle (GER)                | 89.                            |
| 194                            | Per Christian Münstermann (GER) | 82.                            |
| 195                            | Abram Stockman (BEL)            | 52.                            |
| 196                            | Michiel Stockman (BEL)          | 70.                            |

| Bora-Hansgrohe BOH | Bora-Hansgrohe BOH        | Bora-Hansgrohe BOH |
| ------------------ | ------------------------- | ------------------ |
| Nr                 | Kolarz                    | Miejsce            |
| 1                  | Nils Politt (GER)         | 36.                |
| 2                  | Emanuel Buchmann (GER)    | 16.                |
| 3                  | Felix Großschartner (AUT) | 54.                |
| 4                  | Marco Haller (AUT)        | 88.                |
| 5                  | Patrick Konrad (AUT)      | 19.                |
| 6                  | Anton Palzer (GER)        | 73.                |

| Intermarché-Wanty-Gobert Matériaux IWG | Intermarché-Wanty-Gobert Matériaux IWG | Intermarché-Wanty-Gobert Matériaux IWG |
| -------------------------------------- | -------------------------------------- | -------------------------------------- |
| Nr                                     | Kolarz                                 | Miejsce                                |
| 11                                     | Alexander Kristoff (NOR)               | 60.                                    |
| 12                                     | Sven Erik Bystrøm (NOR)                | 25.                                    |
| 13                                     | Théo Delacroix (FRA)                   | 47.                                    |
| 14                                     | Laurens Huys (BEL)                     | 32.                                    |
| 15                                     | Barnabás Peák (HUN)                    | 21.                                    |
| 16                                     | Georg Zimmermann (GER)                 | 4.                                     |

| Quick-Step Alpha Vinyl QST | Quick-Step Alpha Vinyl QST | Quick-Step Alpha Vinyl QST |
| -------------------------- | -------------------------- | -------------------------- |
| Nr                         | Kolarz                     | Miejsce                    |
| 21                         | Fabio Jakobsen (NED)       | DNF-4                      |
| 22                         | James Knox (GBR)           | 6.                         |
| 23                         | Yves Lampaert (BEL)        | 92.                        |
| 24                         | Florian Sénéchal (FRA)     | 76.                        |
| 25                         | Stan Van Tricht (BEL)      | 53.                        |
| 26                         | Mauri Vansevenant (BEL)    | 5.                         |

| Ineos Grenadiers IGD | Ineos Grenadiers IGD  | Ineos Grenadiers IGD |
| -------------------- | --------------------- | -------------------- |
| Nr                   | Kolarz                | Miejsce              |
| 31                   | Adam Yates (GBR)      | 1.                   |
| 32                   | Egan Bernal (COL)     | DNF-4                |
| 33                   | Laurens De Plus (BEL) | DNF-4                |
| 34                   | Filippo Ganna (ITA)   | 44.                  |
| 35                   | Kim Heiduk (GER)      | 85.                  |
| 36                   | Ben Tulett (GBR)      | 55.                  |

| Team DSM DSM | Team DSM DSM           | Team DSM DSM |
| ------------ | ---------------------- | ------------ |
| Nr           | Kolarz                 | Miejsce      |
| 41           | Romain Bardet (FRA)    | 33.          |
| 42           | Nico Denz (GER)        | 78.          |
| 43           | Marius Mayrhofer (GER) | DNF-4        |
| 44           | Tim Naberman (NED)     | 99.          |
| 45           | Florian Stork (GER)    | 46.          |
| 46           | Sam Welsford (AUS)     | 97.          |

| Israel-Premier Tech IPT | Israel-Premier Tech IPT | Israel-Premier Tech IPT |
| ----------------------- | ----------------------- | ----------------------- |
| Nr                      | Kolarz                  | Miejsce                 |
| 51                      | James Piccoli (CAN)     | 43.                     |
| 52                      | Sebastian Berwick (AUS) | DNF-1                   |
| 53                      | Edo Goldstein (ISR)     | 57.                     |
| 54                      | Reto Hollenstein (SUI)  | 59.                     |
| 55                      | Gaj Niw (ISR)           | 75.                     |
| 56                      | Oded Kogut (ISR)        | 98.                     |

| Bahrain Victorious TBV | Bahrain Victorious TBV    | Bahrain Victorious TBV |
| ---------------------- | ------------------------- | ---------------------- |
| Nr                     | Kolarz                    | Miejsce                |
| 61                     | Pello Bilbao (ESP)        | 2.                     |
| 62                     | Phil Bauhaus (GER)        | DNS-0                  |
| 63                     | Heinrich Haussler (AUS)   | 66.                    |
| 64                     | Filip Maciejuk (POL)      | 62.                    |
| 65                     | Jonathan Milan (ITA)      | 84.                    |
| 66                     | Hermann Pernsteiner (AUT) | 13.                    |

| Lotto-Soudal LTS | Lotto-Soudal LTS                  | Lotto-Soudal LTS |
| ---------------- | --------------------------------- | ---------------- |
| Nr               | Kolarz                            | Miejsce          |
| 71               | Caleb Ewan (AUS)                  | DNF-4            |
| 72               | Matthew Holmes (GBR)              | 29.              |
| 73               | Reinardt Janse van Rensburg (RSA) | DNF-4            |
| 74               | Roger Kluge (GER)                 | DNF-4            |
| 75               | Sylvain Moniquet (BEL)            | 7.               |
| 76               | Harm Vanhoucke (BEL)              | DNF-4            |

| Alpecin-Deceuninck AFC | Alpecin-Deceuninck AFC    | Alpecin-Deceuninck AFC |
| ---------------------- | ------------------------- | ---------------------- |
| Nr                     | Kolarz                    | Miejsce                |
| 81                     | Maurice Ballerstedt (GER) | 80.                    |
| 82                     | Tobias Bayer (AUT)        | 56.                    |
| 83                     | Alexander Krieger (GER)   | 68.                    |
| 84                     | Jakub Mareczko (ITA)      | OTL-1                  |
| 85                     | Scott Thwaites (GBR)      | 65.                    |
| 86                     | Henri Uhlig (GER)         | 74.                    |

| UAE Team Emirates UAD | UAE Team Emirates UAD  | UAE Team Emirates UAD |
| --------------------- | ---------------------- | --------------------- |
| Nr                    | Kolarz                 | Miejsce               |
| 91                    | Fernando Gaviria (COL) | DNF-2                 |
| 92                    | George Bennett (NZL)   | 15.                   |
| 93                    | Mikkel Bjerg (DEN)     | 17.                   |
| 94                    | Alessandro Covi (ITA)  | 67.                   |
| 95                    | Davide Formolo (ITA)   | 10.                   |
| 96                    | Felix Groß (GER)       | 87.                   |

| Niemcy GER | Niemcy GER          | Niemcy GER |
| ---------- | ------------------- | ---------- |
| Nr         | Kolarz              | Miejsce    |
| 101        | Simon Geschke       | 27.        |
| 102        | Pirmin Benz         | 79.        |
| 103        | Moritz Kretschy     | 91.        |
| 104        | Jannis Peter        | 30.        |
| 105        | Jonas Rapp          | 58.        |
| 106        | Tim Torn Teutenberg | 72.        |

| AG2R Citroën Team ACT | AG2R Citroën Team ACT   | AG2R Citroën Team ACT |
| --------------------- | ----------------------- | --------------------- |
| Nr                    | Kolarz                  | Miejsce               |
| 111                   | Greg Van Avermaet (BEL) | 41.                   |
| 112                   | Clément Berthet (FRA)   | 23.                   |
| 113                   | Geoffrey Bouchard (FRA) | 12.                   |
| 114                   | Lilian Calmejane (FRA)  | 37.                   |
| 115                   | Lawrence Naesen (BEL)   | 71.                   |
| 116                   | Michael Schär (SUI)     | 28.                   |

| Trek-Segafredo TFS | Trek-Segafredo TFS            | Trek-Segafredo TFS |
| ------------------ | ----------------------------- | ------------------ |
| Nr                 | Kolarz                        | Miejsce            |
| 121                | Bauke Mollema (NED)           | 26.                |
| 122                | Tony Gallopin (FRA)           | DNF-4              |
| 123                | Amanuel Ghebreigzabhier (ERI) | 96.                |
| 124                | Asbjørn Hellemose (DEN)       | 45.                |
| 125                | Mattias Skjelmose (DEN)       | DNF-4              |
| 126                | Simon Pellaud (SUI)           | 69.                |

| EF Education-EasyPost EFE | EF Education-EasyPost EFE  | EF Education-EasyPost EFE |
| ------------------------- | -------------------------- | ------------------------- |
| Nr                        | Kolarz                     | Miejsce                   |
| 131                       | Alberto Bettiol (ITA)      | 11.                       |
| 132                       | Ruben Guerreiro (POR)      | 3.                        |
| 133                       | Odd Christian Eiking (NOR) | 39.                       |
| 134                       | Ben Healy (IRL)            | 50.                       |
| 135                       | Sean Quinn (USA)           | DNF-4                     |
| 136                       | Jonas Rutsch (GER)         | 63.                       |

| B&B Hotels-KTM BBK | B&B Hotels-KTM BBK          | B&B Hotels-KTM BBK |
| ------------------ | --------------------------- | ------------------ |
| Nr                 | Kolarz                      | Miejsce            |
| 141                | Sebastian Schönberger (AUT) | 34.                |
| 142                | Alan Boileau (FRA)          | 24.                |
| 143                | Maxime Chevalier (FRA)      | 20.                |
| 144                | Miguel Heidemann (GER)      | 48.                |
| 145                | Quentin Jauregui (FRA)      | DNF-2              |
| 146                | Jérémy Lecroq (FRA)         | 86.                |

| Movistar Team MOV | Movistar Team MOV     | Movistar Team MOV |
| ----------------- | --------------------- | ----------------- |
| Nr                | Kolarz                | Miejsce           |
| 151               | Iván Sosa (COL)       | 9.                |
| 152               | Juri Hollmann (GER)   | DNS-4             |
| 153               | Max Kanter (GER)      | DNS-4             |
| 154               | Antonio Pedrero (ESP) | 8.                |
| 155               | Óscar Rodríguez (ESP) | 35.               |
| 156               | Einer Rubio (COL)     | 18.               |

| Jumbo-Visma TJV | Jumbo-Visma TJV          | Jumbo-Visma TJV |
| --------------- | ------------------------ | --------------- |
| Nr              | Kolarz                   | Miejsce         |
| 161             | Olav Kooij (NED)         | DNS-1           |
| 162             | Lars Boven (NED)         | 42.             |
| 163             | Tobias Foss (NOR)        | 31.             |
| 164             | Gijs Leemreize (NED)     | 14.             |
| 165             | Tosh Van der Sande (BEL) | 51.             |
| 166             | Mick van Dijke (NED)     | 40.             |

| Dauner-AKKON TDA | Dauner-AKKON TDA          | Dauner-AKKON TDA |
| ---------------- | ------------------------- | ---------------- |
| Nr               | Kolarz                    | Miejsce          |
| 171              | Frederik Rasmann (GER)    | 83.              |
| 172              | Roman Duckert (GER)       | 61.              |
| 173              | Paul Gehrke (GER)         | DNF-4            |
| 174              | Jonas Messerschmidt (GER) | 49.              |
| 175              | Byron Munton (RSA)        | DNF-4            |
| 176              | Noé Ury (LUX)             | 90.              |

| Team Lotto-Kern Haus LKH | Team Lotto-Kern Haus LKH | Team Lotto-Kern Haus LKH |
| ------------------------ | ------------------------ | ------------------------ |
| Nr                       | Kolarz                   | Miejsce                  |
| 181                      | Jakob Geßner (GER)       | 81.                      |
| 182                      | Jan Hugger (GER)         | 64.                      |
| 183                      | Joshua Huppertz (GER)    | 94.                      |
| 184                      | Marcel Meisen (GER)      | 95.                      |
| 185                      | Alexander Tarlton (GER)  | 38.                      |
| 186                      | Ole Theiler (GER)        | 93.                      |

| Saris Rouvy Sauerland Team SVL | Saris Rouvy Sauerland Team SVL  | Saris Rouvy Sauerland Team SVL |
| ------------------------------ | ------------------------------- | ------------------------------ |
| Nr                             | Kolarz                          | Miejsce                        |
| 191                            | Johannes Adamietz (GER)         | 22.                            |
| 192                            | Julian Borresch (GER)           | 77.                            |
| 193                            | Jon Knolle (GER)                | 89.                            |
| 194                            | Per Christian Münstermann (GER) | 82.                            |
| 195                            | Abram Stockman (BEL)            | 52.                            |
| 196                            | Michiel Stockman (BEL)          | 70.                            |

Legenda: DNF – nie ukończył etapu, OTL – przekroczył limit czasu, DNS – nie wystartował do etapu, DSQ – zdyskwalifikowany. Numer przy skrócie oznacza etap, na którym kolarz opuścił wyścig.

## Wyniki etapów

### Prolog
| Weimar - Weimar | prolog | (2,7 km) |

| \| Klasyfikacja etapu \| Klasyfikacja etapu \| Klasyfikacja etapu \| Klasyfikacja etapu \| Klasyfikacja etapu \| \| Kolarz \| Kolarz \| Państwo \| Drużyna \| Czas \| \| ------------------ \| ------------------ \| ------------------ \| ---------------------- \| ------------------ \| \| 1. \| Filippo Ganna \| Włochy \| Ineos Grenadiers \| 2' 56" \| \| 2. \| Bauke Mollema \| Holandia \| Trek-Segafredo \| + 2" \| \| 3. \| Nils Politt \| Niemcy \| Bora-Hansgrohe \| + 3" \| \| 4. \| Mick van Dijke \| Holandia \| Jumbo-Visma \| + 5" \| \| 5. \| Yves Lampaert \| Belgia \| Quick-Step Alpha Vinyl \| + 5" \| \| 6. \| Ben Healy \| Irlandia \| EF Education-EasyPost \| + 5" \| \| 7. \| Adam Yates \| Wielka Brytania \| Ineos Grenadiers \| + 6" \| \| 8. \| Alberto Bettiol \| Włochy \| EF Education-EasyPost \| + 6" \| \| 9. \| Tobias Foss \| Norwegia \| Jumbo-Visma \| + 6" \| \| 10. \| Kim Heiduk \| Niemcy \| Ineos Grenadiers \| + 6" \| |                 |                 |                        |        |
| |                 |                 |                        |        |
| Źródło: ProCyclingStats |                 |                 |                        |        |
| Klasyfikacja etapu |                 |                 |                        |        |
| Kolarz | Kolarz          | Państwo         | Drużyna                | Czas   |
| 1. | Filippo Ganna   | Włochy          | Ineos Grenadiers       | 2' 56" |
| 2. | Bauke Mollema   | Holandia        | Trek-Segafredo         | + 2"   |
| 3. | Nils Politt     | Niemcy          | Bora-Hansgrohe         | + 3"   |
| 4. | Mick van Dijke  | Holandia        | Jumbo-Visma            | + 5"   |
| 5. | Yves Lampaert   | Belgia          | Quick-Step Alpha Vinyl | + 5"   |
| 6. | Ben Healy       | Irlandia        | EF Education-EasyPost  | + 5"   |
| 7. | Adam Yates      | Wielka Brytania | Ineos Grenadiers       | + 6"   |
| 8. | Alberto Bettiol | Włochy          | EF Education-EasyPost  | + 6"   |
| 9. | Tobias Foss     | Norwegia        | Jumbo-Visma            | + 6"   |
| 10. | Kim Heiduk      | Niemcy          | Ineos Grenadiers       | + 6"   |

| \| Klasyfikacja generalna \| Klasyfikacja generalna \| Klasyfikacja generalna \| Klasyfikacja generalna \| Klasyfikacja generalna \| \| Kolarz \| Kolarz \| Państwo \| Drużyna \| Czas \| \| ---------------------- \| ---------------------- \| ---------------------- \| ---------------------- \| ---------------------- \| \| 1. \| Filippo Ganna \| Włochy \| Ineos Grenadiers \| 2' 56" \| \| 2. \| Bauke Mollema \| Holandia \| Trek-Segafredo \| + 2" \| \| 3. \| Nils Politt \| Niemcy \| Bora-Hansgrohe \| + 3" \| \| 4. \| Mick van Dijke \| Holandia \| Jumbo-Visma \| + 5" \| \| 5. \| Yves Lampaert \| Belgia \| Quick-Step Alpha Vinyl \| + 5" \| \| 6. \| Ben Healy \| Irlandia \| EF Education-EasyPost \| + 5" \| \| 7. \| Adam Yates \| Wielka Brytania \| Ineos Grenadiers \| + 6" \| \| 8. \| Alberto Bettiol \| Włochy \| EF Education-EasyPost \| + 6" \| \| 9. \| Tobias Foss \| Norwegia \| Jumbo-Visma \| + 6" \| \| 10. \| Kim Heiduk \| Niemcy \| Ineos Grenadiers \| + 6" \| |                 |                 |                        |        |
| |                 |                 |                        |        |
| Źródło: ProCyclingStats |                 |                 |                        |        |
| Klasyfikacja generalna |                 |                 |                        |        |
| Kolarz | Kolarz          | Państwo         | Drużyna                | Czas   |
| 1. | Filippo Ganna   | Włochy          | Ineos Grenadiers       | 2' 56" |
| 2. | Bauke Mollema   | Holandia        | Trek-Segafredo         | + 2"   |
| 3. | Nils Politt     | Niemcy          | Bora-Hansgrohe         | + 3"   |
| 4. | Mick van Dijke  | Holandia        | Jumbo-Visma            | + 5"   |
| 5. | Yves Lampaert   | Belgia          | Quick-Step Alpha Vinyl | + 5"   |
| 6. | Ben Healy       | Irlandia        | EF Education-EasyPost  | + 5"   |
| 7. | Adam Yates      | Wielka Brytania | Ineos Grenadiers       | + 6"   |
| 8. | Alberto Bettiol | Włochy          | EF Education-EasyPost  | + 6"   |
| 9. | Tobias Foss     | Norwegia        | Jumbo-Visma            | + 6"   |
| 10. | Kim Heiduk      | Niemcy          | Ineos Grenadiers       | + 6"   |

### Etap 1
| Weimar - Meiningen | pagórkowaty | (171,7 km) |

| \| Klasyfikacja etapu \| Klasyfikacja etapu \| Klasyfikacja etapu \| Klasyfikacja etapu \| Klasyfikacja etapu \| \| Kolarz \| Kolarz \| Państwo \| Drużyna \| Czas \| \| ------------------ \| ------------------- \| ------------------ \| ---------------------------------- \| ------------------ \| \| 1. \| Caleb Ewan \| Australia \| Lotto-Soudal \| 4h 01' 54" \| \| 2. \| Jonathan Milan \| Włochy \| Bahrain Victorious \| + 0" \| \| 3. \| Max Kanter \| Niemcy \| Movistar Team \| + 0" \| \| 4. \| Felix Groß \| Niemcy \| UAE Team Emirates \| + 0" \| \| 5. \| Florian Sénéchal \| Francja \| Quick-Step Alpha Vinyl \| + 0" \| \| 6. \| Alexander Kristoff \| Norwegia \| Intermarché-Wanty-Gobert Matériaux \| + 0" \| \| 7. \| Jérémy Lecroq \| Francja \| B&B Hotels-KTM \| + 0" \| \| 8. \| Tim Torn Teutenberg \| Niemcy \| Leopard Pro Cycling \| + 0" \| \| 9. \| Lawrence Naesen \| Belgia \| AG2R Citroën Team \| + 0" \| \| 10. \| Marius Mayrhofer \| Niemcy \| Team DSM \| + 0" \| |                     |           |                                    |            |
| |                     |           |                                    |            |
| Źródło: ProCyclingStats |                     |           |                                    |            |
| Klasyfikacja etapu |                     |           |                                    |            |
| Kolarz | Kolarz              | Państwo   | Drużyna                            | Czas       |
| 1. | Caleb Ewan          | Australia | Lotto-Soudal                       | 4h 01' 54" |
| 2. | Jonathan Milan      | Włochy    | Bahrain Victorious                 | + 0"       |
| 3. | Max Kanter          | Niemcy    | Movistar Team                      | + 0"       |
| 4. | Felix Groß          | Niemcy    | UAE Team Emirates                  | + 0"       |
| 5. | Florian Sénéchal    | Francja   | Quick-Step Alpha Vinyl             | + 0"       |
| 6. | Alexander Kristoff  | Norwegia  | Intermarché-Wanty-Gobert Matériaux | + 0"       |
| 7. | Jérémy Lecroq       | Francja   | B&B Hotels-KTM                     | + 0"       |
| 8. | Tim Torn Teutenberg | Niemcy    | Leopard Pro Cycling                | + 0"       |
| 9. | Lawrence Naesen     | Belgia    | AG2R Citroën Team                  | + 0"       |
| 10. | Marius Mayrhofer    | Niemcy    | Team DSM                           | + 0"       |

| \| Klasyfikacja generalna \| Klasyfikacja generalna \| Klasyfikacja generalna \| Klasyfikacja generalna \| Klasyfikacja generalna \| \| Kolarz \| Kolarz \| Państwo \| Drużyna \| Czas \| \| ---------------------- \| ---------------------- \| ---------------------- \| ---------------------------- \| ---------------------- \| \| 1. \| Filippo Ganna \| Włochy \| Ineos Grenadiers \| 4h 04' 53" \| \| 2. \| Bauke Mollema \| Holandia \| Trek-Segafredo \| + 2" \| \| 3. \| Jonathan Milan \| Włochy \| Bahrain Victorious \| + 3" \| \| 4. \| Nils Politt \| Niemcy \| Bora-Hansgrohe \| + 3" \| \| 5. \| Mick van Dijke \| Holandia \| Jumbo-Visma \| + 5" \| \| 6. \| Adam Yates \| Wielka Brytania \| Ineos Grenadiers \| + 6" \| \| 7. \| Alberto Bettiol \| Włochy \| EF Education-EasyPost \| + 6" \| \| 8. \| Tobias Foss \| Norwegia \| Jumbo-Visma \| + 6" \| \| 9. \| Kim Heiduk \| Niemcy \| Ineos Grenadiers \| + 6" \| \| 10. \| Lars Boven \| Holandia \| Jumbo-Visma Development Team \| + 7" \| |                 |                 |                              |            |
| |                 |                 |                              |            |
| Źródło: ProCyclingStats |                 |                 |                              |            |
| Klasyfikacja generalna |                 |                 |                              |            |
| Kolarz | Kolarz          | Państwo         | Drużyna                      | Czas       |
| 1. | Filippo Ganna   | Włochy          | Ineos Grenadiers             | 4h 04' 53" |
| 2. | Bauke Mollema   | Holandia        | Trek-Segafredo               | + 2"       |
| 3. | Jonathan Milan  | Włochy          | Bahrain Victorious           | + 3"       |
| 4. | Nils Politt     | Niemcy          | Bora-Hansgrohe               | + 3"       |
| 5. | Mick van Dijke  | Holandia        | Jumbo-Visma                  | + 5"       |
| 6. | Adam Yates      | Wielka Brytania | Ineos Grenadiers             | + 6"       |
| 7. | Alberto Bettiol | Włochy          | EF Education-EasyPost        | + 6"       |
| 8. | Tobias Foss     | Norwegia        | Jumbo-Visma                  | + 6"       |
| 9. | Kim Heiduk      | Niemcy          | Ineos Grenadiers             | + 6"       |
| 10. | Lars Boven      | Holandia        | Jumbo-Visma Development Team | + 7"       |

### Etap 2
| Meiningen - Marburg | pagórkowaty | (200,7 km) |

| \| Klasyfikacja etapu \| Klasyfikacja etapu \| Klasyfikacja etapu \| Klasyfikacja etapu \| Klasyfikacja etapu \| \| Kolarz \| Kolarz \| Państwo \| Drużyna \| Czas \| \| ------------------ \| ------------------ \| ------------------ \| ---------------------------------- \| ------------------ \| \| 1. \| Alexander Kristoff \| Norwegia \| Intermarché-Wanty-Gobert Matériaux \| 4h 57' 37" \| \| 2. \| Florian Sénéchal \| Francja \| Quick-Step Alpha Vinyl \| + 0" \| \| 3. \| Alberto Bettiol \| Włochy \| EF Education-EasyPost \| + 0" \| \| 4. \| Greg Van Avermaet \| Belgia \| AG2R Citroën Team \| + 0" \| \| 5. \| Max Kanter \| Niemcy \| Movistar Team \| + 0" \| \| 6. \| Matthew Holmes \| Wielka Brytania \| Lotto-Soudal \| + 0" \| \| 7. \| Lilian Calmejane \| Francja \| AG2R Citroën Team \| + 0" \| \| 8. \| Patrick Konrad \| Austria \| Bora-Hansgrohe \| + 0" \| \| 9. \| Mikkel Bjerg \| Dania \| UAE Team Emirates \| + 0" \| \| 10. \| Georg Zimmermann \| Niemcy \| Intermarché-Wanty-Gobert Matériaux \| + 0" \| |                    |                 |                                    |            |
| |                    |                 |                                    |            |
| Źródło: ProCyclingStats |                    |                 |                                    |            |
| Klasyfikacja etapu |                    |                 |                                    |            |
| Kolarz | Kolarz             | Państwo         | Drużyna                            | Czas       |
| 1. | Alexander Kristoff | Norwegia        | Intermarché-Wanty-Gobert Matériaux | 4h 57' 37" |
| 2. | Florian Sénéchal   | Francja         | Quick-Step Alpha Vinyl             | + 0"       |
| 3. | Alberto Bettiol    | Włochy          | EF Education-EasyPost              | + 0"       |
| 4. | Greg Van Avermaet  | Belgia          | AG2R Citroën Team                  | + 0"       |
| 5. | Max Kanter         | Niemcy          | Movistar Team                      | + 0"       |
| 6. | Matthew Holmes     | Wielka Brytania | Lotto-Soudal                       | + 0"       |
| 7. | Lilian Calmejane   | Francja         | AG2R Citroën Team                  | + 0"       |
| 8. | Patrick Konrad     | Austria         | Bora-Hansgrohe                     | + 0"       |
| 9. | Mikkel Bjerg       | Dania           | UAE Team Emirates                  | + 0"       |
| 10. | Georg Zimmermann   | Niemcy          | Intermarché-Wanty-Gobert Matériaux | + 0"       |

| \| Klasyfikacja generalna \| Klasyfikacja generalna \| Klasyfikacja generalna \| Klasyfikacja generalna \| Klasyfikacja generalna \| \| Kolarz \| Kolarz \| Państwo \| Drużyna \| Czas \| \| ---------------------- \| ---------------------- \| ---------------------- \| ---------------------------------- \| ---------------------- \| \| 1. \| Alberto Bettiol \| Włochy \| EF Education-EasyPost \| 9h 02' 27" \| \| 2. \| Alexander Kristoff \| Norwegia \| Intermarché-Wanty-Gobert Matériaux \| + 0" \| \| 3. \| Filippo Ganna \| Włochy \| Ineos Grenadiers \| + 0" \| \| 4. \| Bauke Mollema \| Holandia \| Trek-Segafredo \| + 2" \| \| 5. \| Mick van Dijke \| Holandia \| Jumbo-Visma \| + 5" \| \| 6. \| Adam Yates \| Wielka Brytania \| Ineos Grenadiers \| + 6" \| \| 7. \| Florian Sénéchal \| Francja \| Quick-Step Alpha Vinyl \| + 6" \| \| 8. \| Tobias Foss \| Norwegia \| Jumbo-Visma \| + 6" \| \| 9. \| Lars Boven \| Holandia \| Jumbo-Visma Development Team \| + 7" \| \| 10. \| Sean Quinn \| Stany Zjednoczone \| EF Education-EasyPost \| + 7" \| |                    |                   |                                    |            |
| |                    |                   |                                    |            |
| Źródło: ProCyclingStats |                    |                   |                                    |            |
| Klasyfikacja generalna |                    |                   |                                    |            |
| Kolarz | Kolarz             | Państwo           | Drużyna                            | Czas       |
| 1. | Alberto Bettiol    | Włochy            | EF Education-EasyPost              | 9h 02' 27" |
| 2. | Alexander Kristoff | Norwegia          | Intermarché-Wanty-Gobert Matériaux | + 0"       |
| 3. | Filippo Ganna      | Włochy            | Ineos Grenadiers                   | + 0"       |
| 4. | Bauke Mollema      | Holandia          | Trek-Segafredo                     | + 2"       |
| 5. | Mick van Dijke     | Holandia          | Jumbo-Visma                        | + 5"       |
| 6. | Adam Yates         | Wielka Brytania   | Ineos Grenadiers                   | + 6"       |
| 7. | Florian Sénéchal   | Francja           | Quick-Step Alpha Vinyl             | + 6"       |
| 8. | Tobias Foss        | Norwegia          | Jumbo-Visma                        | + 6"       |
| 9. | Lars Boven         | Holandia          | Jumbo-Visma Development Team       | + 7"       |
| 10. | Sean Quinn         | Stany Zjednoczone | EF Education-EasyPost              | + 7"       |

### Etap 3
| Fryburg Bryzgowijski - Schauinsland | górzysty | (148,9 km) |

| \| Klasyfikacja etapu \| Klasyfikacja etapu \| Klasyfikacja etapu \| Klasyfikacja etapu \| Klasyfikacja etapu \| \| Kolarz \| Kolarz \| Państwo \| Drużyna \| Czas \| \| ------------------ \| ------------------ \| ------------------ \| ---------------------------------- \| ------------------ \| \| 1. \| Adam Yates \| Wielka Brytania \| Ineos Grenadiers \| 3h 41' 19" \| \| 2. \| Pello Bilbao \| Hiszpania \| Bahrain Victorious \| + 19" \| \| 3. \| Mauri Vansevenant \| Belgia \| Quick-Step Alpha Vinyl \| + 28" \| \| 4. \| Ruben Guerreiro \| Portugalia \| EF Education-EasyPost \| + 28" \| \| 5. \| Georg Zimmermann \| Niemcy \| Intermarché-Wanty-Gobert Matériaux \| + 29" \| \| 6. \| James Knox \| Wielka Brytania \| Quick-Step Alpha Vinyl \| + 31" \| \| 7. \| Mattias Skjelmose \| Dania \| Trek-Segafredo \| + 33" \| \| 8. \| Laurens Huys \| Belgia \| Intermarché-Wanty-Gobert Matériaux \| + 34" \| \| 9. \| Iván Sosa \| Kolumbia \| Movistar Team \| + 35" \| \| 10. \| Sylvain Moniquet \| Belgia \| Lotto-Soudal \| + 36" \| |                   |                 |                                    |            |
| |                   |                 |                                    |            |
| Źródło: ProCyclingStats |                   |                 |                                    |            |
| Klasyfikacja etapu |                   |                 |                                    |            |
| Kolarz | Kolarz            | Państwo         | Drużyna                            | Czas       |
| 1. | Adam Yates        | Wielka Brytania | Ineos Grenadiers                   | 3h 41' 19" |
| 2. | Pello Bilbao      | Hiszpania       | Bahrain Victorious                 | + 19"      |
| 3. | Mauri Vansevenant | Belgia          | Quick-Step Alpha Vinyl             | + 28"      |
| 4. | Ruben Guerreiro   | Portugalia      | EF Education-EasyPost              | + 28"      |
| 5. | Georg Zimmermann  | Niemcy          | Intermarché-Wanty-Gobert Matériaux | + 29"      |
| 6. | James Knox        | Wielka Brytania | Quick-Step Alpha Vinyl             | + 31"      |
| 7. | Mattias Skjelmose | Dania           | Trek-Segafredo                     | + 33"      |
| 8. | Laurens Huys      | Belgia          | Intermarché-Wanty-Gobert Matériaux | + 34"      |
| 9. | Iván Sosa         | Kolumbia        | Movistar Team                      | + 35"      |
| 10. | Sylvain Moniquet  | Belgia          | Lotto-Soudal                       | + 36"      |

| \| Klasyfikacja generalna \| Klasyfikacja generalna \| Klasyfikacja generalna \| Klasyfikacja generalna \| Klasyfikacja generalna \| \| Kolarz \| Kolarz \| Państwo \| Drużyna \| Czas \| \| ---------------------- \| ---------------------- \| ---------------------- \| ---------------------------------- \| ---------------------- \| \| 1. \| Adam Yates \| Wielka Brytania \| Ineos Grenadiers \| 12h 43' 39" \| \| 2. \| Pello Bilbao \| Hiszpania \| Bahrain Victorious \| + 30" \| \| 3. \| Mauri Vansevenant \| Belgia \| Quick-Step Alpha Vinyl \| + 48" \| \| 4. \| Mattias Skjelmose \| Dania \| Trek-Segafredo \| + 48" \| \| 5. \| Georg Zimmermann \| Niemcy \| Intermarché-Wanty-Gobert Matériaux \| + 49" \| \| 6. \| Ruben Guerreiro \| Portugalia \| EF Education-EasyPost \| + 51" \| \| 7. \| James Knox \| Wielka Brytania \| Quick-Step Alpha Vinyl \| + 56" \| \| 8. \| Sylvain Moniquet \| Belgia \| Lotto-Soudal \| + 56" \| \| 9. \| Laurens Huys \| Belgia \| Intermarché-Wanty-Gobert Matériaux \| + 1' 02" \| \| 10. \| Iván Sosa \| Kolumbia \| Movistar Team \| + 1' 06" \| |                   |                 |                                    |             |
| |                   |                 |                                    |             |
| Źródło: ProCyclingStats |                   |                 |                                    |             |
| Klasyfikacja generalna |                   |                 |                                    |             |
| Kolarz | Kolarz            | Państwo         | Drużyna                            | Czas        |
| 1. | Adam Yates        | Wielka Brytania | Ineos Grenadiers                   | 12h 43' 39" |
| 2. | Pello Bilbao      | Hiszpania       | Bahrain Victorious                 | + 30"       |
| 3. | Mauri Vansevenant | Belgia          | Quick-Step Alpha Vinyl             | + 48"       |
| 4. | Mattias Skjelmose | Dania           | Trek-Segafredo                     | + 48"       |
| 5. | Georg Zimmermann  | Niemcy          | Intermarché-Wanty-Gobert Matériaux | + 49"       |
| 6. | Ruben Guerreiro   | Portugalia      | EF Education-EasyPost              | + 51"       |
| 7. | James Knox        | Wielka Brytania | Quick-Step Alpha Vinyl             | + 56"       |
| 8. | Sylvain Moniquet  | Belgia          | Lotto-Soudal                       | + 56"       |
| 9. | Laurens Huys      | Belgia          | Intermarché-Wanty-Gobert Matériaux | + 1' 02"    |
| 10. | Iván Sosa         | Kolumbia        | Movistar Team                      | + 1' 06"    |

### Etap 4
| Schiltach - Stuttgart | pagórkowaty | (186,6 km) |

| \| Klasyfikacja etapu \| Klasyfikacja etapu \| Klasyfikacja etapu \| Klasyfikacja etapu \| Klasyfikacja etapu \| \| Kolarz \| Kolarz \| Państwo \| Drużyna \| Czas \| \| ------------------ \| ------------------- \| ------------------ \| ---------------------------------- \| ------------------ \| \| 1. \| Pello Bilbao \| Hiszpania \| Bahrain Victorious \| 4h 11' 19" \| \| 2. \| Ruben Guerreiro \| Portugalia \| EF Education-EasyPost \| + 0" \| \| 3. \| Georg Zimmermann \| Niemcy \| Intermarché-Wanty-Gobert Matériaux \| + 0" \| \| 4. \| Sylvain Moniquet \| Belgia \| Lotto-Soudal \| + 0" \| \| 5. \| Adam Yates \| Wielka Brytania \| Ineos Grenadiers \| + 0" \| \| 6. \| Davide Formolo \| Włochy \| UAE Team Emirates \| + 0" \| \| 7. \| Alberto Bettiol \| Włochy \| EF Education-EasyPost \| + 0" \| \| 8. \| Mauri Vansevenant \| Belgia \| Quick-Step Alpha Vinyl \| + 0" \| \| 9. \| James Knox \| Wielka Brytania \| Quick-Step Alpha Vinyl \| + 0" \| \| 10. \| Hermann Pernsteiner \| Austria \| Bahrain Victorious \| + 0" \| |                     |                 |                                    |            |
| |                     |                 |                                    |            |
| Źródło: ProCyclingStats |                     |                 |                                    |            |
| Klasyfikacja etapu |                     |                 |                                    |            |
| Kolarz | Kolarz              | Państwo         | Drużyna                            | Czas       |
| 1. | Pello Bilbao        | Hiszpania       | Bahrain Victorious                 | 4h 11' 19" |
| 2. | Ruben Guerreiro     | Portugalia      | EF Education-EasyPost              | + 0"       |
| 3. | Georg Zimmermann    | Niemcy          | Intermarché-Wanty-Gobert Matériaux | + 0"       |
| 4. | Sylvain Moniquet    | Belgia          | Lotto-Soudal                       | + 0"       |
| 5. | Adam Yates          | Wielka Brytania | Ineos Grenadiers                   | + 0"       |
| 6. | Davide Formolo      | Włochy          | UAE Team Emirates                  | + 0"       |
| 7. | Alberto Bettiol     | Włochy          | EF Education-EasyPost              | + 0"       |
| 8. | Mauri Vansevenant   | Belgia          | Quick-Step Alpha Vinyl             | + 0"       |
| 9. | James Knox          | Wielka Brytania | Quick-Step Alpha Vinyl             | + 0"       |
| 10. | Hermann Pernsteiner | Austria         | Bahrain Victorious                 | + 0"       |

## Klasyfikacje

### Klasyfikacja generalna
| \| Klasyfikacja generalna \| Klasyfikacja generalna \| Klasyfikacja generalna \| Klasyfikacja generalna \| Klasyfikacja generalna \| \| Kolarz \| Kolarz \| Państwo \| Drużyna \| Czas \| \| ---------------------- \| ---------------------- \| ---------------------- \| ---------------------------------- \| ---------------------- \| \| 1. \| Adam Yates \| Wielka Brytania \| Ineos Grenadiers \| 16h 54' 56" \| \| 2. \| Pello Bilbao \| Hiszpania \| Bahrain Victorious \| + 22" \| \| 3. \| Ruben Guerreiro \| Portugalia \| EF Education-EasyPost \| + 44" \| \| 4. \| Georg Zimmermann \| Niemcy \| Intermarché-Wanty-Gobert Matériaux \| + 47" \| \| 5. \| Mauri Vansevenant \| Belgia \| Quick-Step Alpha Vinyl \| + 49" \| \| 6. \| James Knox \| Wielka Brytania \| Quick-Step Alpha Vinyl \| + 58" \| \| 7. \| Sylvain Moniquet \| Belgia \| Lotto-Soudal \| + 58" \| \| 8. \| Antonio Pedrero \| Hiszpania \| Movistar Team \| + 1' 14" \| \| 9. \| Iván Sosa \| Kolumbia \| Movistar Team \| + 1' 36" \| \| 10. \| Davide Formolo \| Włochy \| UAE Team Emirates \| + 1' 44" \| |                   |                 |                                    |             |
| |                   |                 |                                    |             |
| Źródło: ProCyclingStats |                   |                 |                                    |             |
| Klasyfikacja generalna |                   |                 |                                    |             |
| Kolarz | Kolarz            | Państwo         | Drużyna                            | Czas        |
| 1. | Adam Yates        | Wielka Brytania | Ineos Grenadiers                   | 16h 54' 56" |
| 2. | Pello Bilbao      | Hiszpania       | Bahrain Victorious                 | + 22"       |
| 3. | Ruben Guerreiro   | Portugalia      | EF Education-EasyPost              | + 44"       |
| 4. | Georg Zimmermann  | Niemcy          | Intermarché-Wanty-Gobert Matériaux | + 47"       |
| 5. | Mauri Vansevenant | Belgia          | Quick-Step Alpha Vinyl             | + 49"       |
| 6. | James Knox        | Wielka Brytania | Quick-Step Alpha Vinyl             | + 58"       |
| 7. | Sylvain Moniquet  | Belgia          | Lotto-Soudal                       | + 58"       |
| 8. | Antonio Pedrero   | Hiszpania       | Movistar Team                      | + 1' 14"    |
| 9. | Iván Sosa         | Kolumbia        | Movistar Team                      | + 1' 36"    |
| 10. | Davide Formolo    | Włochy          | UAE Team Emirates                  | + 1' 44"    |

| Klasyfikacja punktowa | Klasyfikacja punktowa | Klasyfikacja punktowa | Klasyfikacja punktowa              | Klasyfikacja punktowa |
| Kolarz                | Kolarz                | Państwo               | Drużyna                            | Punkty                |
| --------------------- | --------------------- | --------------------- | ---------------------------------- | --------------------- |
| 1.                    | Pello Bilbao          | Hiszpania             | Bahrain Victorious                 | 27 pkt                |
| 2.                    | Adam Yates            | Wielka Brytania       | Ineos Grenadiers                   | 25 pkt                |
| 3.                    | Alexander Kristoff    | Norwegia              | Intermarché-Wanty-Gobert Matériaux | 20 pkt                |
| 4.                    | Ruben Guerreiro       | Portugalia            | EF Education-EasyPost              | 19 pkt                |
| 5.                    | Florian Sénéchal      | Francja               | Quick-Step Alpha Vinyl             | 18 pkt                |
| 6.                    | Bauke Mollema         | Holandia              | Trek-Segafredo                     | 17 pkt                |
| 7.                    | Michiel Stockman      | Belgia                | Saris Rouvy Sauerland Team         | 16 pkt                |
| 8.                    | Georg Zimmermann      | Niemcy                | Intermarché-Wanty-Gobert Matériaux | 16 pkt                |
| 9.                    | Alberto Bettiol       | Włochy                | EF Education-EasyPost              | 16 pkt                |
| 10.                   | Filippo Ganna         | Włochy                | Ineos Grenadiers                   | 15 pkt                |

| Klasyfikacja punktowa | Klasyfikacja punktowa | Klasyfikacja punktowa | Klasyfikacja punktowa              | Klasyfikacja punktowa |
| Kolarz                | Kolarz                | Państwo               | Drużyna                            | Punkty                |
| --------------------- | --------------------- | --------------------- | ---------------------------------- | --------------------- |
| 1.                    | Pello Bilbao          | Hiszpania             | Bahrain Victorious                 | 27 pkt                |
| 2.                    | Adam Yates            | Wielka Brytania       | Ineos Grenadiers                   | 25 pkt                |
| 3.                    | Alexander Kristoff    | Norwegia              | Intermarché-Wanty-Gobert Matériaux | 20 pkt                |
| 4.                    | Ruben Guerreiro       | Portugalia            | EF Education-EasyPost              | 19 pkt                |
| 5.                    | Florian Sénéchal      | Francja               | Quick-Step Alpha Vinyl             | 18 pkt                |
| 6.                    | Bauke Mollema         | Holandia              | Trek-Segafredo                     | 17 pkt                |
| 7.                    | Michiel Stockman      | Belgia                | Saris Rouvy Sauerland Team         | 16 pkt                |
| 8.                    | Georg Zimmermann      | Niemcy                | Intermarché-Wanty-Gobert Matériaux | 16 pkt                |
| 9.                    | Alberto Bettiol       | Włochy                | EF Education-EasyPost              | 16 pkt                |
| 10.                   | Filippo Ganna         | Włochy                | Ineos Grenadiers                   | 15 pkt                |

| Klasyfikacja górska | Klasyfikacja górska | Klasyfikacja górska | Klasyfikacja górska        | Klasyfikacja górska |
| Kolarz              | Kolarz              | Państwo             | Drużyna                    | Punkty              |
| ------------------- | ------------------- | ------------------- | -------------------------- | ------------------- |
| 1.                  | Jakob Geßner        | Niemcy              | Team Lotto-Kern Haus       | 18 pkt              |
| 2.                  | Romain Bardet       | Francja             | Team DSM                   | 12 pkt              |
| 3.                  | Roman Duckert       | Niemcy              | Dauner-AKKON               | 7 pkt               |
| 4.                  | Frederik Rasmann    | Niemcy              | Dauner-AKKON               | 6 pkt               |
| 5.                  | Pello Bilbao        | Hiszpania           | Bahrain Victorious         | 6 pkt               |
| 6.                  | Michiel Stockman    | Belgia              | Saris Rouvy Sauerland Team | 6 pkt               |
| 7.                  | Adam Yates          | Wielka Brytania     | Ineos Grenadiers           | 5 pkt               |
| 8.                  | Jan Hugger          | Niemcy              | Team Lotto-Kern Haus       | 5 pkt               |
| 9.                  | Mauri Vansevenant   | Belgia              | Quick-Step Alpha Vinyl     | 4 pkt               |
| 10.                 | Mick van Dijke      | Holandia            | Jumbo-Visma                | 4 pkt               |

| Klasyfikacja górska | Klasyfikacja górska | Klasyfikacja górska | Klasyfikacja górska        | Klasyfikacja górska |
| Kolarz              | Kolarz              | Państwo             | Drużyna                    | Punkty              |
| ------------------- | ------------------- | ------------------- | -------------------------- | ------------------- |
| 1.                  | Jakob Geßner        | Niemcy              | Team Lotto-Kern Haus       | 18 pkt              |
| 2.                  | Romain Bardet       | Francja             | Team DSM                   | 12 pkt              |
| 3.                  | Roman Duckert       | Niemcy              | Dauner-AKKON               | 7 pkt               |
| 4.                  | Frederik Rasmann    | Niemcy              | Dauner-AKKON               | 6 pkt               |
| 5.                  | Pello Bilbao        | Hiszpania           | Bahrain Victorious         | 6 pkt               |
| 6.                  | Michiel Stockman    | Belgia              | Saris Rouvy Sauerland Team | 6 pkt               |
| 7.                  | Adam Yates          | Wielka Brytania     | Ineos Grenadiers           | 5 pkt               |
| 8.                  | Jan Hugger          | Niemcy              | Team Lotto-Kern Haus       | 5 pkt               |
| 9.                  | Mauri Vansevenant   | Belgia              | Quick-Step Alpha Vinyl     | 4 pkt               |
| 10.                 | Mick van Dijke      | Holandia            | Jumbo-Visma                | 4 pkt               |

| Klasyfikacja młodzieżowa | Klasyfikacja młodzieżowa | Klasyfikacja młodzieżowa | Klasyfikacja młodzieżowa           | Klasyfikacja młodzieżowa |
| Kolarz                   | Kolarz                   | Państwo                  | Drużyna                            | Czas                     |
| ------------------------ | ------------------------ | ------------------------ | ---------------------------------- | ------------------------ |
| 1.                       | Georg Zimmermann         | Niemcy                   | Intermarché-Wanty-Gobert Matériaux | 16h 55' 43"              |
| 2.                       | Mauri Vansevenant        | Belgia                   | Quick-Step Alpha Vinyl             | + 2"                     |
| 3.                       | Sylvain Moniquet         | Belgia                   | Lotto-Soudal                       | + 11"                    |
| 4.                       | Iván Sosa                | Kolumbia                 | Movistar Team                      | + 49"                    |
| 5.                       | Gijs Leemreize           | Holandia                 | Jumbo-Visma                        | + 2' 03"                 |
| 6.                       | Mikkel Bjerg             | Dania                    | UAE Team Emirates                  | + 2' 15"                 |
| 7.                       | Einer Rubio              | Kolumbia                 | Movistar Team                      | + 2' 48"                 |
| 8.                       | Maxime Chevalier         | Francja                  | B&B Hotels-KTM                     | + 3' 14"                 |
| 9.                       | Barnabás Peák            | Węgry                    | Intermarché-Wanty-Gobert Matériaux | + 3' 27"                 |
| 10.                      | Johannes Adamietz        | Niemcy                   | Saris Rouvy Sauerland Team         | + 3' 58"                 |

| Klasyfikacja młodzieżowa | Klasyfikacja młodzieżowa | Klasyfikacja młodzieżowa | Klasyfikacja młodzieżowa           | Klasyfikacja młodzieżowa |
| Kolarz                   | Kolarz                   | Państwo                  | Drużyna                            | Czas                     |
| ------------------------ | ------------------------ | ------------------------ | ---------------------------------- | ------------------------ |
| 1.                       | Georg Zimmermann         | Niemcy                   | Intermarché-Wanty-Gobert Matériaux | 16h 55' 43"              |
| 2.                       | Mauri Vansevenant        | Belgia                   | Quick-Step Alpha Vinyl             | + 2"                     |
| 3.                       | Sylvain Moniquet         | Belgia                   | Lotto-Soudal                       | + 11"                    |
| 4.                       | Iván Sosa                | Kolumbia                 | Movistar Team                      | + 49"                    |
| 5.                       | Gijs Leemreize           | Holandia                 | Jumbo-Visma                        | + 2' 03"                 |
| 6.                       | Mikkel Bjerg             | Dania                    | UAE Team Emirates                  | + 2' 15"                 |
| 7.                       | Einer Rubio              | Kolumbia                 | Movistar Team                      | + 2' 48"                 |
| 8.                       | Maxime Chevalier         | Francja                  | B&B Hotels-KTM                     | + 3' 14"                 |
| 9.                       | Barnabás Peák            | Węgry                    | Intermarché-Wanty-Gobert Matériaux | + 3' 27"                 |
| 10.                      | Johannes Adamietz        | Niemcy                   | Saris Rouvy Sauerland Team         | + 3' 58"                 |

| Klasyfikacja drużynowa | Klasyfikacja drużynowa             | Klasyfikacja drużynowa       | Klasyfikacja drużynowa |
| Drużyna                | Drużyna                            | Państwo                      | Czas                   |
| ---------------------- | ---------------------------------- | ---------------------------- | ---------------------- |
| 1.                     | Movistar Team                      | Hiszpania                    | 50h 50' 49"            |
| 2.                     | Intermarché-Wanty-Gobert Matériaux | Belgia                       | + 23"                  |
| 3.                     | EF Education-EasyPost              | Stany Zjednoczone            | + 56"                  |
| 4.                     | UAE Team Emirates                  | Zjednoczone Emiraty Arabskie | + 1' 26"               |
| 5.                     | Jumbo-Visma                        | Holandia                     | + 7' 35"               |

| Klasyfikacja drużynowa | Klasyfikacja drużynowa             | Klasyfikacja drużynowa       | Klasyfikacja drużynowa |
| Drużyna                | Drużyna                            | Państwo                      | Czas                   |
| ---------------------- | ---------------------------------- | ---------------------------- | ---------------------- |
| 1.                     | Movistar Team                      | Hiszpania                    | 50h 50' 49"            |
| 2.                     | Intermarché-Wanty-Gobert Matériaux | Belgia                       | + 23"                  |
| 3.                     | EF Education-EasyPost              | Stany Zjednoczone            | + 56"                  |
| 4.                     | UAE Team Emirates                  | Zjednoczone Emiraty Arabskie | + 1' 26"               |
| 5.                     | Jumbo-Visma                        | Holandia                     | + 7' 35"               |

### Liderzy klasyfikacji
| Etap   |             | Pierwsze miejsce _ | Klasyfikacja generalna | Punktowa           | Górska       | Młodzieżowa       | Drużynowa             |
| ------ | ----------- | ------------------ | ---------------------- | ------------------ | ------------ | ----------------- | --------------------- |
| Prolog | prolog      | Filippo Ganna      | Filippo Ganna          | Filippo Ganna      | Olav Kooij   | Mick van Dijke    | Ineos Grenadiers      |
| 1      | pagórkowaty | Caleb Ewan         | Filippo Ganna          | Filippo Ganna      | Jakob Geßner | Jonathan Milan    | EF Education-EasyPost |
| 2      | pagórkowaty | Alexander Kristoff | Alberto Bettiol        | Alexander Kristoff | Jakob Geßner | Mauri Vansevenant | Movistar Team         |
| 3      | górzysty    | Adam Yates         | Adam Yates             | Alexander Kristoff | Jakob Geßner | Mauri Vansevenant | Movistar Team         |
| 4      | pagórkowaty | Pello Bilbao       | Adam Yates             | Pello Bilbao       | Jakob Geßner | Georg Zimmermann  | Movistar Team         |
| Koniec | Koniec      |                    | Adam Yates             | Pello Bilbao       | Jakob Geßner | Georg Zimmermann  | Movistar Team         |